# Cimitero della Congregazione olandese alemanna
Il cimitero della Congregazione olandese alemanna è uno spazio cimiteriale situato a Livorno, in via Mastacchi.
Esso rappresenta il luogo di sepoltura dei membri della Congregazione olandese alemanna, i quali appartenevano ad una comunità protestante attiva in città sin dal Seicento.

## Storia

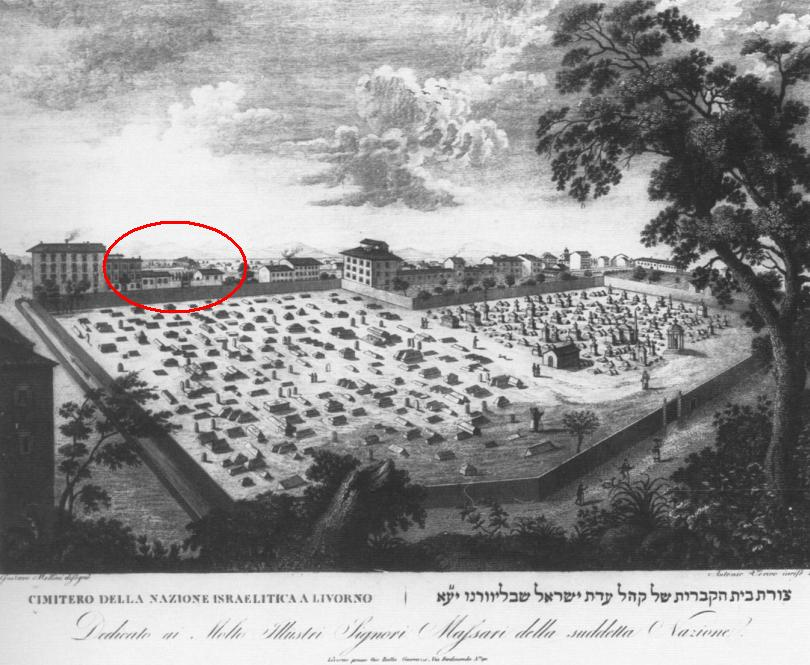
Il giardino degli Olandesi (in rosso) presso il cimitero nuovo degli ebrei

Intorno al XVII secolo i membri della Nazione olandese alemanna erano prevalentemente cattolici ed avevano un proprio altare e uno spazio per la sepoltura dei defunti nella chiesa della Madonna.
Solo successivamente la componente riformata aumentò tanto da richiedere la costruzione di una chiesa e di un cimitero separato.
Già a partire dai primi anni del Seicento i protestanti vennero sepolti in un giardino messo a disposizione da un membro della Congregazione, tale Lambert Constant di Liegi, lungo la strada che dalla Porta a Pisa conduceva verso la campagna, all'altezza del rio Riseccoli.
Uno spazio ad uso di cimitero vero e proprio fu realizzato solo a partire dal 1683, quando fu acquistato un terreno adiacente al giardino del Constant, lungo la strada per Pisa, in luogo detto "della Palla al Maglio" (attuale via Garibaldi) in comunione tra olandesi e amburghesi: formalmente autorizzato dal granduca nel 1695, era detto giardino degli Olandesi per la presenza di numerose piante non comuni lo rendevano simile ad un orto botanico. La bellezza del luogo, tenuto come un giardino curato, colpì talmente il tedesco Georg Christoph Martini, durante un suo soggiorno a Livorno, che alla sua morte volle esservi sepolto (1745).
Nel XIX secolo, a seguito della grande espansione cittadina, il cimitero fu chiuso e la Congregazione, in accordo con la comunità greco-ortodossa, designò un nuovo spazio per il seppellimento dei propri membri in un'area più esterna alla città, lungo l'attuale via Mastacchi; così protestanti e ortodossi incaricarono Olinto Paradossi di presentare un progetto comune per la costruzione dei propri cimiteri.
Il vecchio giardino fu definitivamente smantellato a partire dal gennaio 1924, con la traslazione dei resti mortali nel cimitero di via Mastacchi.
A causa dell'assottigliarsi della Congregazione Olandese-Alemanna, nella seconda metà del Novecento il cimitero è andato incontro a un lento decadimento.
Tra il 2017 e il 2018 sono stati comunque effettuati importanti interventi di pulizia e di recupero finanziati dalla Fondazione Livorno, che hanno consentito di ristrutturare l'ingresso monumentale, il muro perimetrale e le tombe adiacenti.

## Descrizione

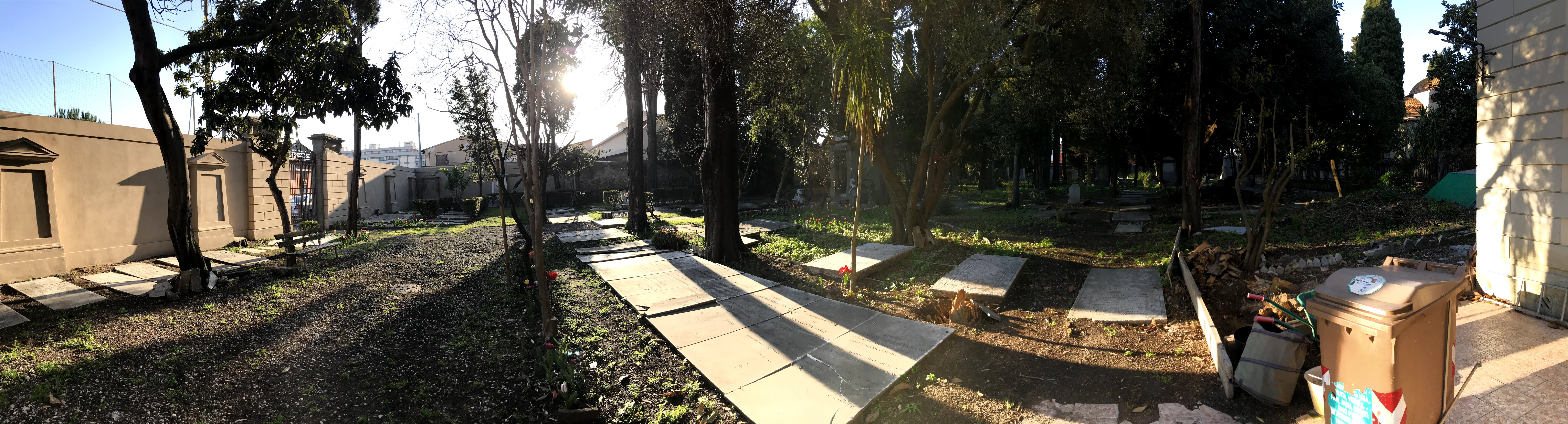
Ingresso del cimitero dopo i lavori di restauro e pulizia

Il cimitero protestante di via Mastacchi, edificato nel 1840, si inserisce in un lotto rettangolare, confinante ad est con quello greco-ortodosso. Al confine tra i due spazi, lungo la via pubblica, sorge la comune casa del custode, mentre le aree retrostanti sono separate da un muretto con ringhiera neogotica.
Il perimetro esterno è cinto da un alto muro ed è aperto da una cancellata in ferro fiancheggiata da due pilastri, ciascuno dei quali è sormontato da una sorta di sarcofago in pietra.
All'interno, l'elemento di maggior rilevanza architettonica è l'ossario centrale, che fu realizzato solo nel 1924, su progetto ing. Carlo Schiavo, per ospitare i resti dei defunti provenienti dal più antico giardino degli Olandesi: vi furono traslati, ad esempio, il pittore Jakob Philipp Hackert e il ministro del culto e accademico Giovanni Paolo Schulthesius. Una lapide, datata 1931, ricorda il centenario della comunità svizzera di Livorno.
Le sepolture generalmente sono molto semplici e di stile uniforme, secondo quanto stabilito da un regolamento interno approvato dalla Congregazione; meno rigide appaiono invece le tombe qui trasportate dal più antico giardino degli olandesi a seguito della demolizione di quest'ultimo. Queste furono utilizzate per tappezzare i vialetti di passaggio, perciò si spiega la presenza di alcune iscrizioni anteriori all'apertura del cimitero ottocentesco.
Nel cimitero si trovano i sepolcri di importanti casati livornesi, quali i Mayer e i Kotzian. Meritevole di essere segnalato è il monumento della famiglia Stub-Chun, con due figure nude scolpite all'interno di un'edicola sormontata da un timpano triangolare.